# Uli Hoeneß
Ulrich Uli Hoeneß (nascut el 5 de gener de 1952) és un exfutbolista alemany i president del FC Bayern de Múnic. Com a futbolista, la seva demarcació era la de davanter per l'esquerra.

## Carrera
Hoeneß va néixer a Ulm, Baden-Württemberg. Va començar a jugar al club amateur VfB Ulm. El 1970 Udo Lattek, l'entrenador del Bayern de Múnic, va fitxar Hoeneß, que romandria en l'esquadra bavaresa durant una dècada. Durant aquest període va obtenir nombrosos èxits, guanyant la Copa Intercontinental una vegada, la Lliga de Campions de la UEFA quatre vegades, quatre cops el Campionat de lliga alemany i un cop la Copa d'Alemanya. En 250 partits de la 1. Bundesliga va marcar 86 gols.
En el partit de desempat de la final de la Copa d'Europa de 1974 contra l'Atlètic de Madrid, Hoeneß va completar una de les seves millors actuacions, contribuint amb dos gols a la victòria alemanya per 4 a 0. Aquests gols van demostrar les seves excel·lents qualitats per al contraatac. A la final de la Copa d'Europa de 1975 contra el Leeds United, va patir una lesió de genoll de la qual mai es recuperaria completament i que va forçar la seva retirada quan tenia tan sols 27 anys. En la seva última temporada va ser cedit a l'FC Nuremberg, on s'esperava que pogués disposar de minuts, però la seva recuperació va fracassar.
Hoeneß també va jugar 35 vegades amb Alemanya. Va ser un dels sis jugadors del Bayern que van guanyar l'Eurocopa 1972 i la Copa Mundial de Futbol de 1974. A la final d'aquest mundial, va cometre un penal sobre en Johann Cruyff durant els primers minuts de partit que va permetre avançar-se als Països Baixos. A la final de l'Eurocopa 1976 a Belgrad contra la República Socialista de Txecoslovàquia, va errar la pena màxima decisiva de la tanda de penals, llançant la pilota per sobre del travesser.
Hoeneß va mantenir la seva fitxa federativa com a amateur fins a 1972, cosa que li va permetre de participar en els Jocs Olímpics d'aquest any. Va formar part de la selecció olímpica alemanya juntament amb el més tard entrenador del Bayern, Ottmar Hitzfeld. L'equip alemany no es va classificar per les semifinals del torneig a causa d'una derrota a quarts per 2-3 contra la República Democràtica Alemanya, partit en el qual Hoeneß va marcar el seu únic gol del torneig. Aquest partit també va ser el primer en què es van enfrontar els equips nacionals d'Alemanya Oriental i Alemanya Occidental.
El 1979 va ser nomenat director general / comercial del Bayern de Múnic, on ha supervisat un període durant el qual el club ha tingut molt èxit, guanyant la Copa Intercontinental, la Lliga de Campions de la UEFA, la Copa de la UEFA, quinze campionats alemanys i set Copes Alemanyes. Durant aquest temps el club ha crescut molt des del punt de vista econòmic: els ingressos del club es van incrementar aproximadament per un factor de 20 i el nombre de socis es va multiplicar per deu fins a superar els 100.000, fent del Bayern el segon club de futbol més gran del món per nombre de socis. Entre 2000 i 2005, el Bayern va construir el seu propi estadi de futbol, l'Allianz Arena, amb un cost de 340 milions de €; l'Allianz Arena va ser seu de la Copa Mundial de Futbol de 2006.
En les seves carreres com a jugador i director general Hoeneß ha participat en dues Copes Intercontinentals i quatre Copes d'Europa, 17 campionats nacionals i nou copes nacionals, a més d'una Copa de la UEFA. Abans que Hoeneß arribés, el club havia guanyat un total de set trofeus importants. Va prendre el relleu de Franz Beckenbauer com a president del FC Bayern el 27 de novembre de 2009 i va ser triat com a President del Consell d'Administració del FC Bayern München AG el 4 de març de 2010. Ha fet rellevants declaracions sobre els deutes a Hisenda, impagades, dels clubs de futbol espanyols.
Uli Hoeneß ha estat un destacat innovador dins de la Bundesliga, especialment en l'àmbit de les televisions. Va ser nomenat diverses vegades "Directiu de l'any". Després de ser guardonat als Premis de l'Esport de Baviera de 2006 amb la "Piràmide daurada de l'esport", així com de la Fundació Alemanya d'Ajuda a l'Esport (2009) i el Bambi en la categoria "economia", va entrar a formar part en el "Hall of Fame" de l'esport alemany. Com directiu, membre de la Junta Directiva i president ha celebrat Hoeneß 39 títols amb el primer equip, entre ells la Lliga de Campions i la Intercontinental del 2001, la UEFA de 1996, 17 lligues i copes d'Alemanya.
El 14 de març de 2014, Uli Hoeneß es va declarar culpable amb total responsabilitat davant el govern alemany per evasió fiscal.
"Després de parlar amb la meva família he decidit acceptar la sentència de l'Audiència Provincial de Múnic II pel que fa a la meva situació tributària. He encarregat als meus advocats que no interposin recurs. Considero que complir amb la sentència és una cosa que correspon al que jo entenc per decència i responsabilitat personal. l'evasió d'impostos ha estat l'error de la meva vida i assumeixo les conseqüències. més, renuncio immediatament als càrrecs de president del FC Bayern München e.V. i membre del Consell d'Administració del FC Bayern München AG per evitar danys al meu club. el Bayern és el treball de la meva vida i sempre hi serà. sempre estaré unit, mentre visqui, a aquest grandíssim club i la seva gent. Vull agrair als meus amics i als seguidors del FC Bayern el suport que m'han prestat durant aquest dur tràngol."

## Vida privada
- El 1982 Hoeneß va ser l'únic supervivent d'un accident d'avioneta en què van morir tres persones. Hoeneß, que en el moment de la col·lisió dormia en la part posterior de la nau, només va patir ferides de poca gravetat. Una hora després de l'accident, un guardabosc va trobar Hoeneß, que caminava de manera erràtica i desorientada. El guardabosc, que el va reconèixer, va informar que l'únic que podia murmurar era "tinc molt de fred". Hoeneß no té cap record de l'accident. Es diu que aquesta supervivència "miraculosa" va canviar la seva vida i el va convertir en una persona més compassiva que va ajudar a molts jugadors del Bayern de Múnic a superar mals moments, incloent Gerd Müller.[2]
- Fill d'un carnisser, Hoeneß és copropietari d'una fàbrica de Bratwurst situada a Nuremberg.
- El seu germà, Dieter Hoeneß, també va tenir molt d'èxit com a jugador a la Bundesliga i ara és director general del Hertha BSC Berlin.

## Palmarès
- Bundesliga: 1972, 1973, 1974
- Copa d'Alemanya: 1971
- Lliga de Campions de la UEFA: 1974, 1975, 1976
- Copa Intercontinental: 1976
- Copa Mundial de Futbol: 1974
- Eurocopa: 1972